# قائمة الصحفيين الذين قتلوا في الحرب الفلسطينية الإسرائيلية (2023-الآن)
وفقًا لما ذكرته لجنة حماية الصحفيين منذ بدء الحرب في 7 أكتوبر وحتى 7 يونيو 2024، توفي ما لا يقل عن 108 صحفيين وغيرهم من العاملين في وسائل الإعلام. وكان من بين القتلى 103 صحفيين فلسطينيين، وإسرائيليين اثنين وثلاثة لبنانيين. يُضاف إلى هذه الأرقام اثنين وثلاثين صحفيًا مصابًا، واثنين في عداد المفقودين وأربعة وأربعين معتقلًا لدى الجيش الإسرائيلي. بالإضافة إلى ذلك، تم الكشف عن حالات متعددة من الهجمات والتهديدات والرقابة وقتل أفراد الأسرة. ووفقا للمنظمة، يواجه الصحفيون في غزة مخاطر كبيرة بشكل خاص، حيث يتعين عليهم تغطية الصراع في مواجهة هجوم بري إسرائيلي على مدينة غزة، والغارات الجوية المدمرة، وانقطاع الاتصالات وانقطاع التيار الكهربائي على نطاق واسع. تقدر قناة الجزيرة عدد الصحفيين القتلى ب 107، بينهم 100 فلسطيني، ثلاثة لبنانيين وأربعة إسرائيليين.
تشمل هذة القائمة قائمة الصحفيين الذين قتلوا في الحرب الفلسطينية الإسرائيلية.

## قتل الصحفيين

### قطاع غزة
| تاريخ          | الاسم                      | الوصف | المرجع              |
| -------------- | -------------------------- | --- | ------------------- |
| 7 أكتوبر 2023  | محمد الصالحي ‏              | مصور صحفي يعمل لدى وكالة أنباء السلطة الرابعة، تم إطلاق نار عليه بالقرب من مخيم للاجئين الفلسطينيين وسط قطاع غزة. | [ 3 ] [ 4 ]         |
| 7 أكتوبر 2023  | محمد جرغون ‏                | صحفي تابع لشركة سمارت ميديا، قُتل رمياً بالرصاص أثناء تغطيته للصراع شرق رفح. | [ 3 ] [ 4 ]         |
| 7 أكتوبر 2023  | إبراهيم محمد لافي ‏         | مصور لدى عين ميديا ‏، تم إطلاق النار عليه وقتل عند معبر إيرز من غزة إلى إسرائيل. | [ 3 ]               |
| 8 أكتوبر 2023  | أسعد عبد الناصر شملخ ‏      | صحفي مستقل، قُتل مع تسعة من أفراد عائلته في غارة جوية إسرائيلية على منزلهم في الشيخ عجلين. | [ 3 ]               |
| 9 أكتوبر 2023  | أنس إبراهيم حسين أبو شمالة | صحفي، استشهد جراء غارات جوية إسرائيلية على دير البلح. | [ 5 ]               |
| 10 أكتوبر 2023 | هشام النواجحة ‏             | صحفي من وكالة الأنباء الفلسطينية خبر، قُتل في غارة جوية إسرائيلية على حي الرمال (غزة) في منطقة تضم العديد من المؤسسات الإعلامية. | [ 3 ]               |
| 10 أكتوبر 2023 | محمد رزق صبح ‏              | مصور لصحيفة الخبر، قُتل في غارة جوية على الرمال. | [ 3 ]               |
| 10 أكتوبر 2023 | سعيد رضوان الطويل ‏         | رئيس تحرير الخمسة نيوز ، قُتل في غارة جوية على الرمال. | [ 3 ]               |
| 11 أكتوبر 2023 | محمد فايز أبو مطر ‏         | مصور صحفي مستقل، قُتل في غارة جوية إسرائيلية على مدينة رفح. | [ 3 ]               |
| 11 أكتوبر 2023 | أحمد ناهض حسن مسعود        | استشهد في غارة جوية إسرائيلية على قطاع غزة. | [ 6 ]               |
| 11 أكتوبر 2023 | رجب محمد رجب النقيب        | استشهد مع زوجته وأطفاله ووالديه وجميع أشقائه في غارة جوية إسرائيلية على عمارتهم السكنية في قطاع غزة. | [ 7 ]               |
| 11 أكتوبر 2023 | مصطفى محمد رجب النقيب      | صحفي وباحث الفلسطيني، استشهد هو وأسرته وطفلته في غارة جوية إسرائيلية علي قطاع غزة . | [ 8 ]               |
| 12 أكتوبر 2023 | أحمد شهاب ‏                 | صحفي في إذاعة صوت الأسرى، قُتل مع زوجته وأطفاله الثلاثة في غارة جوية إسرائيلية استهدفت منزلهم في جباليا. | [ 3 ]               |
| 12 أكتوبر 2023 | عبد الرحمن شهاب            | كاتب ومحلل سياسي فلسطيني ومؤسس مركز أطلس للبحوث والدراسات، استشهد مع زوجته وأبنائه الثلاثة ووالدته و38 آخرين من أبناء عائلته خلال ضربةٍ جوية نفذتها القوات الجوية الإسرائيلية على منزله في جباليا شمال مدينة غزة.                                               | [ 9 ]               |
| 13 أكتوبر 2023 | حسام مبارك ‏                | صحفي يعمل في إذاعة صوت الأقصى التابعة لحركة حماس، استشهد خلال غارة جوية إسرائيلية على شمال قطاع غزة. | [ 3 ]               |
| 13 أكتوبر 2023 | سلام خليل ميمة ‏            | صحفية مستقلة ورئيسة لجنة الصحفيات في مجمع الإعلام الفلسطيني، قُتلت في غارة جوية إسرائيلية يوم 10 أكتوبر/تشرين الأول على منزلها في جباليا. تم انتشال جثتها في 13 أكتوبر.                                                                                         | [ 3 ]               |
| 13 أكتوبر 2023 | علي نسمان                  | فنان وإعلامي، ، استشهد خلال غارة جوية إسرائيلية على شمال قطاع غزة. | [ 10 ]              |
| 14 أكتوبر 2023 |                            | أحد المساهمين في صحيفة Palestine Chronicle ومنظمة "نحن لسنا أرقام" (WANN) غير الربحية التي يقودها الشباب، قُتل مع العديد من أفراد أسرته خلال غارة جوية إسرائيلية على منزلهم في بيت لاهيا.                                                                       | [ 3 ]               |
| 16 أكتوبر 2023 | عبد الهادي حبيب ‏           | صحفي في وكالة أنباء المنارة ووكالة أنباء المقر الرئيسي، قُتل مع عدد من أفراد عائلته خلال غارة جوية إسرائيلية على منزلهم بالقرب من الزيتون (حي سكني). | [ 3 ]               |
| 17 أكتوبر 2023 | عصام محمد بهار ‏            | صحفي يعمل في قناة الأقصى التابعة لحركة حماس، استشهد خلال غارة جوية إسرائيلية على شمال قطاع غزة. | [ 3 ]               |
| 17 أكتوبر 2023 | محمد بعلوشة ‏               | صحفي وإداري في مجموعة فلسطين اليوم الإعلامية في غزة، استشهد جراء غارة جوية إسرائيلية على حي الصفطاوي شمال غزة. | [ 3 ]               |
| 17 أكتوبر 2023 | محمود جمال محمود ابو ظريفه | اعلامي في المركز الثقافي السعودي، استشهد في غارة جوية إسرائيلية على قطاع غزة. | [ 11 ]              |
| 18 أكتوبر 2023 | سميح النادي ‏               | صحفي ومدير قناة الأقصى، استشهد خلال غارة جوية إسرائيلية. | [ 3 ]               |
| 19 أكتوبر 2023 |                            | مصور فيديو في قناة الأقصى، استشهد مع شقيقه خلال غارة جوية إسرائيلية على مدينة رفح. | [ 3 ]               |
| 20 أكتوبر 2023 | محمد علي ‏                  | صحفي في إذاعة الشباب (راديو الشباب)، استشهد بقصف جوي إسرائيلي شمال قطاع غزة. | [ 3 ]               |
| 20 أكتوبر 2023 | إيمان العقيلي              | صحفية فلسطينية من محافظة غزة. استشهدت مع طفليها جرّاء القصف الإسرائيلي لمدينة غزة | [ 12 ]              |
| 20 أكتوبر 2023 | عائد اسماعيل النجار        | صحفي حرّ، استشهدمع عدد من أفراد أسرته. في غارة جوية إسرائيلية على منزله. في مدينة غزة. | [ 13 ]              |
| 21 أكتوبر 2023 | هاني المدهون ‏              | مدير قناة الأقصى، استشهد في غارة جوية إسرائيلية على منزله. | [ 14 ]              |
| 22 أكتوبر 2023 | رشدي السراج ‏               | صحفي وأحد مؤسسي عين ميديا، قُتل في غارة جوية إسرائيلية. | [ 3 ] [ 15 ]        |
| 23 أكتوبر 2023 | محمد عماد سعيد لبد ‏        | صحفي في موقع الرسالة Al Resalah الإخباري، استشهد جراء غارة جوية إسرائيلية على حي الشيخ رضوان (غزة). | [ 3 ]               |
| 23 أكتوبر 2023 | محمد محمد خالد الشوربجى    | استشهد في غارة جوية إسرائيلية على خان يونس. | [ 16 ]              |
| 24 أكتوبر 2023 | محمد فايز عبد الحسني       | مدير مؤسسة رواسي فلسطين، استشهد في غارة جوية إسرائيلية على عمارة سكنية في غزة. | [ 17 ]              |
| 25 أكتوبر 2023 |                            | صحفية مستقلة، قُتلت مع طفلها في غارة جوية إسرائيلية في رفح. | [ 3 ]               |
| 25 أكتوبر 2023 | أحمد أبو مهادي ‏            | صحفي في قناة الأقصى، استشهد في غارة جوية إسرائيلية. | [ 3 ]               |
| 25 أكتوبر 2023 |                            | صحفي في قناة الأقصى، استشهد في غارة جوية إسرائيلية على مخيم جباليا للاجئين. | [ 3 ]               |
| 25 أكتوبر 2023 | جمال الفقعاوي ‏             | صحفي في مؤسسة ميثاق الإعلامية، استشهد في غارة جوية إسرائيلية على منزله في خان يونس. | [ 3 ]               |
| 25 أكتوبر 2023 | زاهر زاهر الأفغاني         | صحفي في مؤسسة ميثاق الإعلامية، استشهد جراء غارة جوية إسرائيلية على منزله في دير البلح. | [ 14 ]              |
| 26 أكتوبر 2023 | دعاء شرف                   | مذيعة لدىإذاعة صوت الأقصى، استشهدت مع طفلها في غارة جوية على منزلهم في مخيم اليرموك. | [ 3 ]               |
| 27 أكتوبر 2023 | ياسر صبحي أبو ناموس ‏       | صحفي في مؤسسة الساحل الإعلامية، قُتل في غارة جوية على منزل عائلته في خان يونس. | [ 3 ]               |
| 28 أكتوبر 2023 | حذيفه تيسير عايش النجار    | استشهد جراء في غارة جوية إسرائيلية استهدفت منزلا وسط خان يونس. | [ 18 ]              |
| 30 أكتوبر 2023 | نظمي النديم ‏               | نائب المدير المالي والإداري للهيئة العامة للإذاعة والتلفزيون (فلسطين)، استشهد مع أفراد عائلته في غارة جوية على منزله في الزيتون. | [ 3 ]               |
| 31 أكتوبر 2023 | ماجد كشكو ‏                 | إعلامي ومدير مكتب الهيئة العامة للإذاعة والتلفزيون (فلسطين)، قُتل مع أفراد عائلته في غارة جوية إسرائيلية. | [ 3 ]               |
| 31 أكتوبر 2023 | عماد الوحيدي ‏              | إعلامي وإداري في الهيئة العامة للإذاعة والتلفزيون (فلسطين)، قُتل مع أفراد عائلته في غارة جوية إسرائيلية. | [ 3 ]               |
| 1 نوفمبر 2023  | إياد مطر ‏                  | صحفي في قناة الأقصى، استشهد مع والدته جراء غارة جوية على منزله في المحافظة الوسطى. | [ 3 ] [ 19 ]        |
| 1 نوفمبر 2023  | مجد فضل محمد عرندس ‏        | صحفي في قناة الجماهير وعضو نقابة الصحفيين الفلسطينيين، استشهد جراء غارة جوية إسرائيلية على مخيم النصيرات للاجئين. | [ 3 ]               |
| 2 نوفمبر 2023  | محمد أبو حطب ‏              | صحفي في تلفزيون فلسطين، قُتل مع أحد عشر من أفراد عائلته جراء غارة جوية على منزله في خان يونس. | [ 3 ] [ 20 ] [ 21 ] |
| 2 نوفمبر 2023  | محمد البياري ‏              | صحفي في قناة الأقصى، قُتل في غارة جوية إسرائيلية. | [ 3 ]               |
| 3 نوفمبر 2023  | هيثم حرارة ‏                | صحفي تابع للمكتب الإعلامي الحكومي في غزة، استشهد جراء غارة جوية على بوابة مجمع الشفاء الطبي. | [ 22 ]              |
| 5 نوفمبر 2023  | محمد الجاجة ‏               | إعلامي ومستشار في بيت الصحافة-فلسطين، استشهد وزوجته وابنتيه في قصف على منزله في حي النصر بغزة. | [ 3 ]               |
| 7 نوفمبر 2023  | محمد أبو حصيرة ‏            | صحفي يعمل لدى وكالة الأنباء الفلسطينية، قُتل مع 42 من أفراد عائلته في غارة جوية على منزله. | [ 3 ]               |
| 7 نوفمبر 2023  | يحيى أبو منيعة ‏            | صحفي في إذاعة صوت الأقصى، استشهد جراء قصف جوي. | [ 3 ]               |
| 10 نوفمبر 2023 | أحمد القرا ‏                | مصور صحفي في جامعة الأقصى، وكان يعمل أيضًا بشكل مستقل، قُتل في غارة جوية في خزاعة (خان يونس). | [ 3 ]               |
| 13 نوفمبر 2023 | يعقوب البرش ‏               | المدير التنفيذي لإذاعة نماء، توفي متأثراً بجراحه؛ التي أصيب بها خلال غارة جوية إسرائيلية يوم 12 نوفمبر/تشرين الثاني على منزله في شمال غزة. | [ 3 ]               |
| 13 نوفمبر 2023 | موسي البرش                 | رئيس نادي ومدير عام إذاعة نماء في غزة، استشهد في غارة جوية إسرائيلية على منزله في غزة. قتل في نفس الغارة أخوه يعقوب البرش. | [ 23 ]              |
| 13 نوفمبر 2023 | أحمد فطيمة ‏                | مصور لدى قناة القاهرة الإخبارية القاهرة الإخبارية، وعامل في بيت الصحافة-فلسطين، قُتل في غارة جوية. | [ 3 ]               |
| 15 نوفمبر 2023 | محمود مطر                  | صحفي، استشهد في غارة جوية إسرائيلية على غزة. | [ 24 ]              |
| 18 نوفمبر 2023 | مصعب عاشور ‏                | مصور، قُتل في هجوم على مخيم النصيرات للاجئين. | [ 3 ]               |
| 18 نوفمبر 2023 | عمرو أبو حية ‏              | إعلامي في قناة الأقصى، قُتل جراء قصف جوي. | [ 3 ]               |
| 18 نوفمبر 2023 | مصطفى الصواف               | صحفي ومساهم في MSDR News، قُتل مع زوجته وولديه في غارة جوية على منزلهم في ساحة الشوا بمدينة غزة. | [ 3 ]               |
| 18 نوفمبر 2023 | حسونة سليم                 | مصور صحفي مستقل، قُتل في غارة جوية إسرائيلية على مخيم البريج للاجئين. | [ 3 ]               |
| 18 نوفمبر 2023 | ساري منصور ‏                | مدير شبكة قدس الإخبارية، استشهد في غارة جوية إسرائيلية على مخيم البريج للاجئين. | [ 3 ]               |
| 18 نوفمبر 2023 | عبد الحليم عوض ‏            | إعلامي وسائق في قناة الأقصى، استشهد في قصف على منزله | [ 3 ]               |
| 19 نوفمبر 2023 | بلال جادالله               | صحفي ومدير بيت الصحافة – فلسطين، قُتل في غارة إسرائيلية على سيارته، مما أدى أيضًا إلى إصابة صهره، بحسب أفراد عائلته. | [ 25 ]              |
| 20 نوفمبر 2023 | الآء طاهر الحسنات ‏         | صحفية ومقدمة برامج في شبكة المجدات الإعلامية، أفادت أنباء على نطاق واسع عن مقتلها مع أفراد عائلتها في غارة جوية على منزلها. ومع ذلك، بعد تلقي تقارير عن احتمال نجاة الحسنات من الهجوم، كانت لجنة حماية الصحفيين تجري مزيدًا من التحقيقات اعتبارًا من يناير 2024. | [ 3 ] [ 26 ]        |
| 20 نوفمبر 2023 | آيات خضورة                 | صحفية مستقلة ومقدمة بث صوتي، قُتلت مع أفراد عائلتها في غارة جوية إسرائيلية على منزلها في بيت لاهيا. | [ 3 ]               |
| 21 نوفمبر 2023 | جمال هنية ‏                 | محرر في شبكة أمواج للإعلام الرياضي، استشهد جراء قصف إسرائيلي على مدينة غزة. | [ 14 ]              |
| 21 نوفمبر 2023 | محمود مشتهى                | محرر في شبكة الساحل للإعلام، استشهاد في منطقة الشجاعية. | [ 27 ]              |
| 22 نوفمبر 2023 | محمد الزق ‏                 | صحفي ومدير وسائل التواصل الاجتماعي في شبكة القدس الإخبارية، قُتل في غارة جوية إسرائيلية. | [ 3 ] [ 28 ]        |
| 22 نوفمبر 2023 | عاصم عدلي البرش            | صحفي في إذاعة الرأي الفلسطينية، استشهد برصاص قناص إسرائيلي في منطقة الصفطاوي. | [ 14 ]              |
| 22 نوفمبر 2023 | علاء النمر                 | صحفي، استشهد في غارة جوية إسرائيلية على غزة. | [ 29 ]              |
| 23 نوفمبر 2023 | محمد معين عياش ‏            | صحفي ومصور مستقل، قُتل مع 20 من أفراد أسرته في غارة جوية إسرائيلية على منزله في مخيم النصيرات للاجئين. | [ 3 ]               |
| 24 نوفمبر 2023 | مصطفى بكير ‏                | صحفي ومصور قناة الأقصى، استشهد في غارة جوية إسرائيلية على مدينة رفح. | [ 3 ]               |
| 24 نوفمبر 2023 | أمل زهد                    | صحفي، استشهد في غارة جوية إسرائيلية على غزة. | [ 14 ]              |
| 24 نوفمبر 2023 | حذيفة سمير لولو            | صحفي، استشهد مع طفلته و زوجته وعدد كبير من افراد عائلته بعد تعذر انقاذهم من تحت ركام منزلهم الذي تم قصفه في غزة في غارة جوية إسرائيلية. | [ 30 ]              |
| 25 نوفمبر 2023 | نادر النزلي                | فني في تلفزيون فلسطين، تم العثور على جثته تحت أنقاض منزله بعد أن تعرض للقصف قبل أسبوع. | [ 14 ]              |
| 1 ديسمبر 2023  | أدهم حسونة ‏                | صحفي مستقل وأستاذ إعلام في الجامعة الإسلامية (غزة) وجامعة الأقصى، قُتل مع أفراد عائلته في غارة جوية إسرائيلية. | [ 3 ]               |
| 1 ديسمبر 2023  | منتصر الصواف ‏              | مصور وكالة الأناضول، استشهد بعد انتظاره نصف ساعة لسيارة الإسعاف لنقله إلى المستشفى الأهلي العربي (غزة) عقب غارة إسرائيلية. | [ 31 ]              |
| 1 ديسمبر 2023  | مروان الصواف               | فني صوت لوكالة الأناضول وشقيق منتصر، قُتل في نفس الهجوم الذي قُتل فيه شقيقه. | [ 31 ]              |
| 1 ديسمبر 2023  | عبد الله درويش ‏            | مصور لدى وكالة الأناضول، قُتل في نفس الهجوم الذي قُتل فيه منتصر ومروان الصواف. | [ 31 ]              |
| 1 ديسمبر 2023  | معاذ خالد عبد السلام زملط  | منسق إعلامي ومسؤول علاقات عامة ومصور ومصمم جرافيك ومحرر فيديو قتلوا في غارة جوية. |                     |
| 2 ديسمبر 2023  | محمد فرج الله              | مصور صحفي، استشهد في غارة جوية إسرائيلية في شمال قطاع غزة. | [ 32 ]              |
| 3 ديسمبر 2023  | شيماء الجزار               | صحفي في شبكة الماجدات، قُتل مع أفراد عائلته في غارة جوية إسرائيلية على مدينة رفح. | [ 3 ]               |
| 3 ديسمبر 2023  | حسان فرج الله ‏             | موظف كبير في قناة القدس، قُتل في قصف إسرائيلي. | [ 3 ]               |
| 3 ديسمبر 2023  | محمود سالم                 | مصور الدفاع المدني، استشهد في غارة جوية إسرائيلية على مجموعة من رجال الدفاع المدني في مدينة غزة. | [ 33 ]              |
| 3 ديسمبر 2023  | شيماء الجزار               | صحفية في شبكة ماجدات رفح، استشهدت مع طفلتها ووالديها وأشقّائها واثنى عشر فردًا من أفراد عائلتها بقصف الطيران الحربي الإسرائيلي شرقي مدينة رفح جنوبي قطاع غزة في منزل عائلتها. يما سميت المجزرة باسم مجزرة عائلة الجزار.                                          | [ 34 ]              |
| 4 ديسمبر 2023  | عبد الحميد القرناوي        | مصور رياضي، استشهد في غارة جوية إسرائيلية على منزل عائلته في مخيّم النصيرات في محافظة دير البلح وسط قطاع غزة. | [ 35 ]              |
| 4 ديسمبر 2023  | حمادة اليازجي              | محرّر ومدقّق الأخبار في وكالة كنعان الإخبارية، استشهد مع عدد من أفراد عائلته في غارة جوية إسرائيلية منزله في حيّ الشيخ رضوان شمال مدينة غزة. | [ 36 ]              |
| 7 ديسمبر 2023  | سعيد الشوربجي ‏             | صحفي، قُتل وعائلته في خان يونس. | [ 37 ]              |
| 8 ديسمبر 2023  | حسام عمر عمار              | إعلامي، استشهد مع عدد من عائلته في غارة جوية إسرائيلية على منزلهم في خان يونس. | [ 38 ]              |
| 9 ديسمبر 2023  | علا عطا الله ‏              | صحفية، قُتلت مع تسعة من أفراد عائلتها في غارة جوية إسرائيلية على حي الدرج (غزة). | [ 14 ]              |
| 9 ديسمبر 2023  | محمد أبو سمرة ‏             | مصور صحفي، استشهد في قصف إسرائيلي جنوب قطاع غزة. | [ 14 ]              |
| 9 ديسمبر 2023  | دعاء الجبور                | صحفية فلسطينية مستقلة تعمل في شبكة عيون الإعلامية، قُتلت في غارة جوية إسرائيلية على منزلها في خان يونس. | [ 26 ]              |
| 13 ديسمبر 2023 | عبد الكريم عودة ‏           | صحفي ومراسل سابق لقناة الميادين استشهد في غارة جوية إسرائيلية على مخيم النصيرات للاجئين. | [ 14 ] [ 39 ]       |
| 13 ديسمبر 2023 | حنان عياد                  | صحفية فلسطينية من قطاع غزة، استشهدت رفقة زوجها وطفلها إثر غارة إسرائيلية استهدفت منزلها في حي الدرج بمدينة غزة. | [ 40 ]              |
| 13 ديسمبر 2023 | أحمد أبو عبسة              | شغل منصب أستاذ مساعد في كلية الإعلام وتكنولوجيا المعلومات في جامعة فلسطين، اغتالته قوات الإحتلال الإسرائيلي بقذيفة عقب الإفراج عنه بعد اعتقاله من مدرسة العائلة المقدسة في قطاع غزة.                                                                           | [ 41 ]              |
| 13 ديسمبر 2023 | نرمين قواس                 | صحفية فلسطينية، وكانت متدربة صحفية في قناة روسيا اليوم وعملت في السابق مع معهد الإعلام للاتصالات | [ 42 ]              |
| 14 ديسمبر 2023 | علي فضل خالد عاشور         | صحفي استشهد في غارة جوية إسرائيلية. | [ 43 ]              |
| 15 ديسمبر 2023 | سامر أبو دقة               | مصور شبكة الجزيرة الإعلامية، الذي قتل في قصف صاروخي إسرائيلي على مدرسة في خان يونس أدى أيضا إلى إصابة مدير المكتب وائل الدحدوح. | [ 44 ] [ 45 ]       |
| 15 ديسمبر 2023 | رامي هشام بدير             | مسؤول الإعلام في الدفاع المدني الفلسطيني، استشهد في قصف صاروخي إسرائيلي على مدينة خان يونس. | [ 46 ]              |
| 16 ديسمبر 2023 | مشعل ايمن شهوان            | استشهد في قصف صاروخي إسرائيلي على مدينة خان يونس. | [ 47 ]              |
| 16 ديسمبر 2023 | عاصم كمال موسى             | صحفي في وكالة فلسطين الآن، استشهد في قصف صاروخي إسرائيلي على مدينة خان يونس. | [ 48 ]              |
| 17 ديسمبر 2023 | عاصم موسى ‏                 | صحفي فلسطيني يعمل لدى فلسطين الآن،استشهد في غارة جوية إسرائيلية على خان يونس. | [ 26 ]              |
| 17 ديسمبر 2023 | حنين القشطان               | صحفي فلسطيني يعمل في قناة الكوفية وقناة بلدنا، استشهد في غارة جوية إسرائيلية على مخيم النصيرات للاجئين. | [ 26 ]              |
| 18 ديسمبر 2023 | عبد الله علوان ‏            | صحفي ومصور فلسطيني، استشهد في قصف صاروخي إسرائيلي على مدينة غزة. | [ 26 ]              |
| 19 ديسمبر 2023 | عادل زعرب                  | صحفي حر، استشهد بغارة جوية إسرائيلية على منزل عائلته في رفح. | [ 49 ]              |
| 21 ديسمبر 2023 | علاء سليمان حمد أبو معمر   | استشهد مع 27 فردا من عائلته في مجزرة عائلة أبو معمر نتيجة استهداف منزل العائلة في منطقة الأوروبي شرق خان يونس. | [ 50 ]              |
| 22 ديسمبر 2023 | محمد خليفة ‏                | إعلامي ومدير قناة الأقصى، استشهد جراء غارة جوية إسرائيلية على مخيم النصيرات للاجئين. | [ 26 ]              |
| 23 ديسمبر 2023 | محمد نصر أبو هويدي ‏        | صحفي فلسطيني يبلغ من العمر 29 عاماً، يعمل في صحيفة الاستقلال الخاصة؛ استشهد في غارة جوية إسرائيلية شمال قطاع غزة أثناء تغطيته لآثار الغارات الجوية. | [ 51 ]              |
| 24 ديسمبر 2023 | أحمد جمال المدهون ‏         | نائب مدير وكالة الرأي الذي قتلته إسرائيل. | [ 52 ]              |
| 24 ديسمبر 2023 | محمد الزيتونة ‏             | إعلامي ومهندس صوت فلسطيني في قناة الرأي، استشهد جراء غارات جوية إسرائيلية على مدينة غزة. | [ 26 ]              |
| 24 ديسمبر 2023 | محمد عبد الخالق العف ‏      | صحفي ومصور الفلسطيني في قناة الرأي، استشهد جراء غارات جوية إسرائيلية على مدينة غزة. | [ 26 ]              |
| 28 ديسمبر 2023 | أحمد خير الدين ‏            | مصور صحفي، استشهد في غارة جوية إسرائيلية على بيت لاهيا. | [ 53 ]              |
| 28 ديسمبر 2023 | محمد خير الدين ‏            | صحفي استشهد في غارة جوية إسرائيلية على بيت لاهيا. | [ 53 ]              |
| 29 ديسمبر 2023 | جبر أبو هدروس ‏             | صحفي قناة القدس الذي استشهد في غارة جوية إسرائيلية على منزله في النصيرات. | [ 54 ]              |
| 29 ديسمبر 2023 | عبدالله حماد               | استشهد مع وزوجته وأطفاله الأربعة في غارة جوية إسرائيلية على منزله في دير البلح. | [ 55 ]              |
| 5 يناير 2024   | أكرم الشافعي               | محرر صحفي في وكالة صفا، استشهد متأثرا بإصابته حين كان يغطي أحداث الحرب خلال الأسابيع الأولى من داخل مجمع الشفاء الطبي بغزة . | [ 56 ]              |
| 7 يناير 2024   | حمزة الدحدوح               | صحفي الجزيرة وابن وائل الدحدوح، الذي استشهد مع زميله في غارة جوية إسرائيلية على سيارتهما في خان يونس. | [ 57 ] [ 58 ]       |
| 7 يناير 2024   | مصطفى ثريا                 | صحفي مستقل، استشهد مع حمزة الدحدوح جراء غارة جوية إسرائيلية على سيارتهم في خان يونس. | [ 57 ] [ 58 ]       |
| 7 يناير 2024   | علي سالم أبو عجوة          | مصور وكالة السلطة الرابعة، حفيد الشهيد أحمد ياسين، استشهد جراء غارة جوية إسرائيلية في غزة. | [ 59 ]              |
| 8 يناير 2024   | عبدالله باريس              | صحفي استشهد في غارة جوية إسرائيلية. | [ 60 ]              |
| 8 يناير 2024   | محمد أبو دائر              | صحفي استشهد في غارة جوية إسرائيلية. | [ 60 ]              |
| 9 يناير 2024   | هبه فؤاد العبادلة          | مذيعو في راديو الأزهر، استشهدت مع ووالدتها وابنتها جراء قصف إسرائيلي ل بقصف منزل في السطر الغربي في خا نيون.س | [ 61 ]              |
| 10 يناير 2024  | احمد بدير                  | صحفي الهدف (مجلة) الذي استشهد بغارة جوية إسرائيلية بالقرب من مستشفى شهداء الأقصى في دير البلح. | [ 62 ]              |
| 10 يناير 2024  | فؤاد أبو خماش              | مصور صحفي في الهلال الأحمر الفلسطيني، استشهد برفقة زملائه في استهداف طيران الاحتلال الاسرائيلي سيارة إسعاف في دير البلح. | [ 63 ]              |
| 10 يناير 2024  | شريف نافذ عكاشة            | مصور صحفي، استشهد في غارة جوية إسرائيلية على قطاع غزة. | [ 64 ]              |
| 11 يناير 2024  | محمد الثلاثيني             | صحفي في قناة القدس اليوم، استشهد معه شقيقه وشقيقته جراء قصف إسرائيلي لمنزل نزحوا إليه في مدينة خان يونس جنوبي قطاع غزة. | [ 65 ]              |
| 14 يناير 2024  | يزن الزويدي                | صحفي قناة الغد، قُتل في غارة جوية إسرائيلية؛ يُقال أنها استهدفته. | [ 66 ]              |
| 18 يناير 2024  | وائل فنونة                 | مدير أخبار قناة القدس، استشهد بغارة جوية إسرائيلية على مدينة غزة. | [ 67 ]              |
| 20 يناير 2024  | كرم أحمد أبو عجيرم         | صحفي استشهد في غارة جوية إسرائيلية على عبسان الكبيرة شرقي خان يونس. | [ 68 ]              |
| 27 يناير 2024  | إياد أحمد الرواج           | صحفي إذاعة صوت الأقصى، استشهد جراء قصف إسرائيلي على مخيم النصيرات للاجئين. | [ 69 ]              |
| 28 يناير 2024  | عصام اللولو                | مذيع ومقدم برامج في قناة فلسطين الفضائية، استشهد وعدد من أفراد أسرته وزوجته وابنه وزوجة ابنه وابنتهما جراء قصف إسرائيلي استهدف مكان نزوحهم في بلدة الزوايدة غربي محافظة دير البلح في قطاع غزة.                                                                 | [ 70 ]              |
| 29 يناير 2024  | محمد عبد الفتاح عطا الله   | صحفي في جريدة الرسالة، استشهد هو عائلته وعائلة زوجته جراء قصف إسرائيلي على منزل عائلته في مخيم الشاطئ للاجئين غرب غزة. | [ 71 ]              |
| 7 فبراير 2024  | رزق الغرابلي               | مدير المركز الفلسطيني للإعلام في قطاع غزة، استشهد بقنبلة إسرائيلية في خان يونس. | [ 72 ]              |
| 8 فبراير 2024  | نافذ عبد الجواد            | صحفي في قناة فلسطين الفضائية، استشهد هو وابنه الوحيد بغارة جوية إسرائيلية على منزله في دير البلح. | [ 73 ]              |
| 11 فبراير 2024 | ياسر ممدوح الفاضي          | صحفي في وكالة كنعان الإخبارية، واستشهد برصاص القناصة في أثناء تغطية الأحداث بالقرب من مجمع ناصر الطبي في خان يونس. | [ 74 ]              |
| 12 فبراير 2024 | أنغام أحمد عدوان           | صحفية في قناة فبراير الليبية، استشهدت بغارة جوية إسرائيلية على منزله في جباليا. | [ 75 ]              |
| 12 فبراير 2024 | آلاء حسن الهمص             | صحفية في قناة المسيرة، استشهدت بغارة جوية إسرائيلية على منزله في رفح. | [ 76 ]              |
| 14 فبراير 2024 | أيمن الرفاتي               | كاتب في موقع الميادين، استشهد هو وشقيقه وأخت زوجته وأبناء إخوته في غارة جوية إسرائيلية على منزله في حي الجلاء وسط مدينة غزة. | [ 77 ]              |
| 14 فبراير 2024 | معتز مصطفى الغفري          | استشهد هو وابنه في غارة جوية إسرائيلية علىمركبة قرب بركة الشيخ رضوان شمال مدينة غزة. | [ 78 ]              |
| 15 فبراير 2024 | زيد أبو زايد               | مدير إذاعة القران الكريم، استشهد بغارة جوية على معسكر النصيرات. | [ 79 ]              |
| 15 فبراير 2024 | محمد رسلان شنيوره          | صحفي في وكالة الساحل للإعلام، استشهاد في غارة جوية إسرائيلية على منزلهه في تل الهوا بغزة. | [ 79 ]              |
| 15 فبراير 2024 | مصعب أبو زايد              | مذيع ومقدم برامج في إذاعة القرآن الكريم، استشهد مع عائلته في غارة جوية إسرائيلية على مخيم النصيرات. | [ 80 ]              |
| 21 فبراير 2024 | إيهاب نصر الله             | استشهاد هو وزوجته بنيران قوات الاحتلال الاسرائيلي التي توغلت في حي الزيتون جنوب مدينة غزة . | [ 81 ]              |
| 23 فبراير 2024 | محمد ياغي                  | مصور صحفي مستقل، استشهد مع عائلته في غارة جوية إسرائيلية على الزوايدة في دير البلح. | [ 82 ]              |
| 5 مارس 2024    | محمد سلامة                 | مقدم في فضائية الأقصى، استشهد هو وعائلته في غارة جوية إسرائيلية على منزله في دير البلح. | [ 83 ]              |
| 14 مارس 2024   | عبد الرحمن صايمة           | مصوّر في قناة رقمي، استشهد في قصف جوي على مخيم البريج. | [ 84 ]              |
| 15 مارس 2024   | محمد الريفي                | مصور مستقل، استشهد بعد أطلق عليه الجيش الإسرائيلي النار أثناء محاولته الحصول على الدقيق أثناء توصيل مساعدات إنسانية عند دوار الكويت جنوب شرق مدينة غزة. | [ 85 ]              |
| 20 مارس 2024   | محمود عماد عيسى            | مقدّم البرامج الدينية في قناة القدس اليوم، استشهد مع عدد من أفراد عائلته، في إثر استهداف الاحتلال منزله في رفح. | [ 86 ]              |
| 25 مارس 2024   | ساهر أكرم ريان             | صحفي في وكالة الأنباء والمعلومات الفلسطينية، استشهد هو وابنه في غارة إسرائيلية أثناء قيامهما بمساعدة الجيران المصابين في مدينة غزة. | [ 87 ]              |
| 29 مارس 2024   | محمد أبو سخيل              | محرر ومصمم جرافيك في إذاعة صوت القدس ووكالة شمس الإخبارية، استشهد برصاص الجيش الإسرائيلي في مجمع الشفاء الطبي. | [ 88 ]              |
| 29 مارس 2024   | طارق أبو سخيل              | محرر رقمي في إذاعة صوت القدس، استشهد برصاص الجيش الإسرائيلي في مجمع الشفاء الطبي مع شقيقة الصحفي محمد أبو سخيل. | [ 89 ]              |
| 30 مارس 2024   | عبد الوهاب عوني أبو عون    | مصور صحفي ومونتير، استشهد مع والده وشقيقه بعد قصف منزله بمخيم المغازي وسط قطاع غزة. | [ 90 ]              |
| 24 أبريل 2024  | آمنة حميد                  | كاتبة وشاعرة وصحفية، استشهدت وطفليها في غارة جوية إسرائيلية لمنزل عائلتها في مخيم الشاطئ غرب مدينة غزة. | [ 91 ]              |
| 25 أبريل 2024  | محمد بسام الجمل            | مصور في وكالة أنباء فلسطين الآن، استشهد في غارة جوية إسرائيلية على منزله مع ستة من أقاربه في الجنينة برفح. | [ 92 ]              |
| 26 أبريل 2024  | أيمن محمد الغرباوي         | مصور صحفي مستقل، استشهد هو وشقيقه إبراهيم في غارة جوية إسرائيلية بطائرة بدون طيار في مدينة حمد. | [ 93 ]              |
| 26 أبريل 2024  | إبراهيم محمد الغرباوي      | مصور صحفي مستقل، استشهد هو وشقيقه أيمن في غارة جوية إسرائيلية بطائرة بدون طيار في مدينة حمد. | [ 93 ]              |
| 26 أبريل 2024  | سالم أبو طيور              | المدير المالي لقناة القدس اليوم، استشهد في غارة جوية إسرائيلية على منزله مع اثنين من أقاربه في مخيم النصيرات. | [ 94 ]              |
| 6 مايو 2024    | مصطفى عياد                 | مصور صحفي حر في الجزيرة مباشر، استشهد أثر استهدافه عبر طائرة استطلاع في حي الزيتون بمدينة غزة. | [ 95 ]              |
| 11 مايو 2024   | بهاء عكاشة                 | مصور صحفي في فضائية الأقصى. استشهد في غارة جوية إسرائيلية على منزله مع زوجته وابنه في مخيم جباليا. | [ 96 ]              |
| 15 مايو 2024   | هائل النجار                | أحد مؤسسى شبكة الأقصى الإعلامية، استشهد في غارة جوية إسرائيلية على منزله مع عدد من عائلته في مخيم جباليا. | [ 97 ]              |
| 16 مايو 2024   | محمود جحجوح                | مصور صحفي في شبكة فلسطين بوست، استشهد في غارة جوية إسرائيلية على منزله في منطقة ابو إسكندر بحي الشيخ رضوان بمدينة غزة. | [ 98 ]              |
| 17 مايو 2024   | محمد أحمد الهوبي           | صحفي في وكالة سوا، استشهد في غارة جوية إسرائيلية قرب منزله في رفح. | [ 99 ]              |
| 18 مايو 2024   | عبد الله النجار            | مصور حرًّ، استشهد في غارة جوية إسرائيلية على جباليا. | [ 100 ]             |
| 28 مايو 2024   | عبد الرؤوف عسلية           | مصور الجامعة الإسلامية، استشهد في غارة جوية إسرائيلية على مدرسة تابعة لوكالة الأمم المتحدة لإغاثة وتشغيل اللاجئين الفلسطينيين في جباليا. | [ 101 ]             |
| 1 يونيو 2024   | علا الدحدوح                | مذيعة في إذاعة صوت الوطن، استشهد في غارة جوية إسرائيلية على منزله في غزة. | [ 102 ]             |
| 9 يونيو 2024   | عبد الله الجمل             | صحفي ومحرر في وكالة فلسطين الآن، زعم جيش الاحتلال الإسرائيلي أن الأسرى الـ4 الذين تم إطلاق سراحهم من النصيرات في غزة كانوا محتجزين في منزله. | [ 103 ]             |
| 9 يونيو 2024   | أحلام عزات العجلة          | مراسلة في مجلة السعادة الأسرية، استشهدت على يد الجيش الإسرائيلي. | [ 104 ]             |
| 9 يونيو 2024   | دينا عبد الله البطنيجي     | صحفية في مؤسسة الثريا للإعلام، استشهدت على يد الجيش الإسرائيلي. | [ 104 ]             |
| 31 يوليو 2024  | إسماعيل الغول              | صحفي في قناة الجزيرة، إستهدفه الجيش الإسرائيلي. | [ 105 ]             |
| 30 سبتمبر 2024 | وفاء العديني               | مؤسسة الثريا للإعلام. | [ 106 ]             |
| 24 مارس 2025   | محمد منصور                 | قناة فلسطين اليوم. | [ 107 ]             |
| 24 مارس 2025   | حسام شبات                  | متعاون مع الجزيرة مباشر. | [ 107 ]             |

### الضفة الغربية
| تاريخ          | اسم                    | وصف | المرجع. |
| -------------- | ---------------------- | --- | ------- |
| 29 فبراير 2024 | ابراهيم محمد علي محميد | استشهاد متأثراً بجروح حرجة أصيب بها برصاص الاحتلال أثناء محاولته انقاذ ابنه الذي أصيب برصاص الاحتلال واستشهد في مخيم نور شمس قبل 5 شهور من وفاته. | [ 108 ] |

### جنوب لبنان
| تاريخ          | اسم           | وصف | المرجع.         |
| -------------- | ------------- | --- | --------------- |
| 13 أكتوبر 2023 | عصام عبد الله | مصور فيديو يعمل لدى رويترز، قُتل في غارة مدفعية إسرائيلية؛ استهدفت على وجه التحديد مجموعة من المراسلين. | [ 109 ] [ 110 ] |
| 21 نوفمبر 2023 | فرح هشام عمر  | قُتل مراسل قناة الميادين التابعة لـحزب الله في غارة جوية إسرائيلية في منطقة طير حرفا.                   | [ 111 ]         |
| 21 نوفمبر 2023 | ربيع معماري ‏  | استشهد مصور قناة الميادين في غارة جوية إسرائيلية في منطقة طير حرفا.                                    | [ 111 ]         |

### إسرائيل
| تاريخ         | اسم          | وصف | المرجع.       |
| ------------- | ------------ | --- | ------------- |
| 7 أكتوبر 2023 | يانيف زوهار  | قُتل مصور صحيفة إسرائيل هيوم ومصور فيديو سابق في أسوشيتد برس مع زوجته وابنتيه ووالد زوجته في هجوم ناحل عوز الذي ارتكبته حماس. | [ 112 ]       |
| 7 أكتوبر 2023 | روي إيدان    | مقتل مصور لموقع "واينت" وزوجته في هجوم كفار عزة.                                                                             | [ 113 ]       |
| 7 أكتوبر 2023 | شاي ريجيف    | قُتل محرر في TMI، قسم أخبار القيل والقال والترفيه في صحيفة معاريف، في هجوم مهرجان رعيم الموسيقي.                              | [ 114 ]       |
| 7 أكتوبر 2023 | اييليت ارنين | قُتل محرر أخبار في شركة البث العام الإسرائيلية في هجوم مهرجان رعيم الموسيقي.                                                  | [ 3 ] [ 115 ] |

## إصابة صحفيين
كما أصيب العديد من الصحفيين خلال النزاع:
| تاريخ          | اسم                 | موقع الحادثة                  | وصف | المرجع.         |
| -------------- | ------------------- | ----------------------------- | --- | --------------- |
| 7 أكتوبر 2023  | ابراهيم قنان        | خان يونس، قطاع غزة            | أصيب صحفي في قناة حزب الغد بشظايا قصف في خان يونس. | [ 116 ]         |
| 13 أكتوبر 2023 | ثائر السوداني       | لبنان                         | أصيب صحفيون من رويترز في نفس الهجوم الذي أودى بحياة عصام عبد الله. | [ 109 ]         |
| 13 أكتوبر 2023 | ماهر نزيه           | لبنان                         | أصيب صحفيون من رويترز في نفس الهجوم الذي أودى بحياة عصام عبد الله. | [ 109 ]         |
| 13 أكتوبر 2023 | إيلي براخيا         | لبنان                         | أصيب صحفيو شبكة الجزيرة الإعلامية في نفس الهجوم الذي أودى بحياة عصام عبد الله. | [ 110 ]         |
| 13 أكتوبر 2023 | كارمن جوخدار        | لبنان                         | أصيب صحفيو شبكة الجزيرة الإعلامية في نفس الهجوم الذي أودى بحياة عصام عبد الله. | [ 110 ]         |
| 13 أكتوبر 2023 | كريستينا عاصي       | لبنان                         | أصيب مصور لـوكالة فرانس برس في نفس الهجوم الذي أودى بحياة عصام عبد الله. | [ 3 ]           |
| 13 أكتوبر 2023 | ديلان كولينز        | لبنان                         | أصيب صحافي فيديو لدى وكالة فرانس برس في نفس الهجوم الذي أودى بحياة عصام عبد الله. | [ 3 ]           |
| 13 نوفمبر 2023 | عصام مواسي          | لبنان                         | أصيب مواسي، مصور الفيديو في قناة الجزيرة، بجروح عندما استهدف صاروخان إسرائيليان محيط الصحفيين في يارون جنوب لبنان. كما أدت الاشتباكات إلى إلحاق أضرار بمركبات الصحفيين المتواجدين في المنطقة. | [ 117 ]         |
| 15 ديسمبر 2023 | وائل الدحدوح        | خان يونس، قطاع غزة            | أصيب مدير مكتب الجزيرة في قطاع غزة بقصف صاروخي إسرائيلي على مدرسة في خان يونس أدى أيضا إلى مقتل المصور سامر أبو دقة.                                                                          | [ 44 ]          |
| 15 ديسمبر 2023 | مصطفى الخاروف       | القدس الشرقية                 | مصور وكالة الأناضول ومصور الفيديو فايز أبو رميلة، تم الاعتداء عليهما من قبل شرطة حدود إسرائيل بالقرب من المصلى القبلي في القدس الشرقية المحتلة، وتم نقلهما إلى المستشفى في وقت لاحق.          | [ 118 ]         |
| 16 ديسمبر 2023 | محمد بعلوشة         | محافظة شمال غزة، قطاع غزة     | أصيب مراسل قناة المشهد الفضائية برصاص قناص إسرائيلي في فخذه أثناء قيامه بالتغطية من شمال غزة.                                                                                                 | [ 26 ]          |
| 19 ديسمبر 2023 | اسلام بدر           | مخيم جباليا للاجئين، قطاع غزة | أصيب مراسل ومقدم برامج قناة الأقصى الفلسطينية في كتفه الأيمن ووركه جراء غارة جوية إسرائيلية على المبنى رقم 2 في مخيم جباليا للاجئين.                                                          | [ 26 ]          |
| 19 ديسمبر 2023 | محمد أحمد           | مخيم جباليا للاجئين، قطاع غزة | أصيب مراسل وكالة شهاب الفلسطينية ومصور قناة الأقصى بجراح في فخذه الأيسر جراء غارة جوية إسرائيلية على المبنى رقم 2 في مخيم جباليا للاجئين.                                                     | [ 26 ]          |
| 23 ديسمبر 2023 | خضر مركيز           | لبنان                         | أصيب مصور قناة المنار بشظايا صاروخ في عينه اليمنى إثر غارة جوية إسرائيلية قرب نهر الخردلي. | [ 119 ]         |
| 13 فبراير 2024 | إسماعيل أبو عمر     | ميراج، رفح                    | فقد مراسل قناة الجزيرة ساقها إثر غارة إسرائيلية بطائرة بدون طيار. | [ 120 ] [ 121 ] |
| 13 فبراير 2024 | أحمد مطر            | رفح                           | أصيب المصور في إحدى يديه إصابة بالغة، فضلا عن جروح في باقي أنحاء جسده إثر غارة إسرائيلية بطائرة بدون طيار.                                                                                    | [ 120 ]         |
| 12 أبريل 2024  | سامي شحادة          | مخيم النصيرات للاجئين         | فقد مراسل مؤسسة الإذاعة والتلفزيون التركية قدمه بعد تعرضه لهجوم. | [ 122 ]         |
| 12 أبريل 2024  | سامي برهوم          | مخيم النصيرات للاجئين         | أصيب مراسل تي آر تي العربية في نفس الهجوم الذي أصاب سامي شحادة | [ 122 ]         |
| 12 أبريل 2024  | صحفي ثالث غير معروف | مخيم النصيرات للاجئين         | أصيب في نفس الهجوم الذي أصاب سامي شحادة وسامي برهوم. | [ 122 ]         |
| 25 مايو 2024   | نير حسون            | البلدة القديمة، القدس         | أصيب مراسل هاآرتس خلال هجوم من قبل شبان إسرائيليين خلال مسيرة الأعلام الإسرائيلية. | [ 123 ]         |

## صحفيون معتقلون أو مفقودون
| تاريخ          | اسم             | وصف | المرجع.                 |
| -------------- | --------------- | --- | ----------------------- |
| 7 أكتوبر 2023  | عوديد ليفشيتز   | صحفي إسرائيلي كتب لصحيفة الهميشمار وساهم في صحيفة هاآرتس، تم الإبلاغ عن اختفاءه من نير عوز في جنوب إسرائيل. | [ 3 ]                   |
| 7 أكتوبر 2023  | هيثم عبد الواحد | مصور فلسطيني يعمل لدى وكالة عين ميديا، أفاد المركز الفلسطيني للتنمية والحريات الإعلامية (مدى) عن اختفاءه. | [ 3 ] [ 124 ]           |
| 7 أكتوبر 2023  | نضال الوحيدي    | مصورًا فلسطينيًا يعمل في قناة النجاح، اعتقله الجيش الإسرائيلي بحسب عائلته. | [ 3 ] [ 124 ]           |
| 15 أكتوبر 2023 | صبري جابر       | صحفي فلسطيني ،اعتقلته القوات الإسرائيلية خلال مداهمة. | [ 125 ]                 |
| 16 أكتوبر 2023 | معاذ العمارنة   | صحفي فلسطيني، اعتقلته قوات الاحتلال الإسرائيلي من منزله ووضعته في الاعتقال الإداري بتهمة التحريض على العنف من خلال عمله. وهناك تقارير عن سوء معاملته من قبل الخاطفين الإسرائيليين.                                                                                              | [ 126 ]                 |
| 21 يناير 2024  | منصور شومان     | صحفي كندي فلسطيني وعامل إغاثة من كالغاري اختفى من خان يونس، عاود الظهور على وسائل التواصل في 7 فبراير 2024. | [ 127 ] [ 128 ]         |
| 18 مارس 2024   | إسماعيل الغول   | تم اعتقال مراسل قناة الجزيرة من قبل قوات الاحتلال الصهيوني هو وعشرات آخرين إثر اقتحام قوات الاحتلال الصهيونية لمجمع الشفاء الطبي في مدينة غزة، وتم الاعتداء عليه قبيل اعتقاله واقتياده إلى مكان مجهول، ثم أفرجت عنه القوات الإسرائيلية في اليوم التالي بعد 12 ساعة من إستجوابه. | [ 129 ] [ 130 ]         |
| 19 مارس 2024   | بيان أبو سلطان  | صحفية مقيمة في شمال غزة، انقطعت أخبارها منذ 19 مارس، عندما غردت عن شاهدتها الجيش الإسرائيلي بقتل شقيقها. وفي 27 مارس، أعربت منظمة مراسلون بلا حدود عن قلقها بشأن اختفائها. ثم عاودت الظهور في 29 مارس عندما كتبت على فيسبوك نجوت ببأمي وأبي.                                    | [ 131 ] [ 132 ] [ 133 ] |
| 4 مايو 2024    | سمية جوابرة     | اعتُقلت ووُضعت بعد ذلك قيد الإقامة الجبرية ومُنعت من استخدام هاتفها أو الإنترنت. | [ 134 ]                 |

## أنظر أيضا
- اغتيال الصحفيين خلال الحرب الفلسطينية الإسرائيلية 2023
- الهجمات على الصحفيين خلال الصراع بين إسرائيل وحزب الله (2023–الآن)
- ضحايا الحرب الفلسطينية الإسرائيلية 2023
- صحفيون قتلوا على يد الاحتلال الإسرائيلي
- التغطية الإعلامية لعملية طوفان الأقصى
- الخطوط العريضة للحرب بين إسرائيل وحماس عام 2023